# Dzierzęga-Nadbory
Dzierzęga-Nadbory – wieś sołecka w Polsce położona w województwie mazowieckim, w powiecie przasnyskim, w gminie Chorzele.
W latach 1975–1998 miejscowość administracyjnie należała do województwa ostrołęckiego.
W roku 2014 zamieszkiwana przez ok. 78 mieszkańców w 22 gospodarstwach.